# Robin Gosens
Robin Gosens, född 5 juli 1994, är en tysk fotbollsspelare som spelar för Union Berlin.

## Klubbkarriär
Den 2 juni 2017 värvades Gosens av italienska Atalanta. Den 27 januari 2022 lånades Gosens ut till ligakonkurrenten Inter på ett låneavtal fram till sommaren samt med en tvingande köpoption om vissa kriterier möts. I augusti 2023 undertecknade han för den tyska klubben Union Berlin.
I augusti 2023 värvades Gosens av Union Berlin.

## Landslagskarriär
Gosens har en dubbelt medborgarskap eftersom hans far är från Nederländerna och han hade således möjligheten att representera Nederländerna eller Tyskland. Gosens debuterade för Tysklands landslag den 3 september 2020 i en 1–1-match mot Spanien.